# Eutelia angulifera
Eutelia angulifera là một loài bướm đêm trong họ Noctuidae.